# C19orf70
C19orf70‏ (Chromosome 19 open reading frame 70) هوَ بروتين يُشَفر بواسطة جين C19orf70 في الإنسان.